# Plectris pilosa
Plectris pilosa är en skalbaggsart som beskrevs av Moser 1921. Plectris pilosa ingår i släktet Plectris och familjen Melolonthidae. Inga underarter finns listade i Catalogue of Life.